# 滇南草乌
滇南草乌（学名：Aconitum austroyunnanense）为毛茛科乌头属下的一个种。

## 扩展阅读
- 維基物種上的相關：滇南草乌